# Brumov-Bylnice
Brumov-Bylnice je město v okrese Zlín ve Zlínském kraji, v údolí říčky Brumovky v Bílých Karpatech, asi 6 km jižně od Valašských Klobouků a 30 km vjv. od Zlína, u hranic se Slovenskem. Žije zde přibližně 5 400 obyvatel. Město je obcí s pověřeným obecním úřadem v rámci správního obvodu ORP Valašské Klobouky.

## Název
- Brumov: Nejstarší doklad z 1256 má už dnešní Brumov, nicméně původní tvar (doložen 1303) byl Brunov odvozený od osobního jména Bruno (asi se jednalo o olomouckého biskupa Bruna ze Schauenburka).
- Bylnice: Jméno bylo utvořeno od přídavného jména bylný a označovalo vodní tok, který protékal porostem býlí.[4]

### Vývoj jmen
- Brumov: V (1. stol. př. n. l.) – Brumov, dřevěné hradiště při stezce z Uher na Moravu, (1256) – purgravius de Brumowe, (1256) – Pravnowe, (1271) – Bruno, (1447) – Brumow, (1499) – městečko Brumov, (1520) – hrad a městečko Braumow, (1708/12) – neopevněné městečko Brumow, (1850) – obec Brumov okr. Valašské Klobouky, (1931) – Brumov okr. Uherský Brod (1939) – Brumow/Brumov. (1945) – Brumov, (1961–1970) – Brumov-Bylnice, obec Brumov sloučena s obcí Bylnice, (1961) – Brumov, osada obce Brumov-Bylnice okr. Gottwaldov.
- Bylnice: (1464) – ve vsech v Ščitné a Bilnici, (1580) – Bylnicze, v roce (1850) – Bílnice okr. Klobouky, (1869–1910) – obec okr. Uherský Brod, (1921) – obec Bylnice okr. Uherský Brod, (1950) – obec okr. Uherský Brod, (1950) – obec okr. Valašské Klobouky, (1961–1970) – osada obce Brumov-Bylnice okr. Gottwaldov, (1992) – obec okr. Zlín.

## Historie
První důkazy o osídlení pocházejí již ze starší doby kamenné. V první polovině 13. století zde byl zbudován pozdněrománský královský hrad. První purkrabí byl Smil ze Zbraslavi a Střílek.
Roku 1888 byla do Bylnice přivedena Vlárská dráha vedoucí z Brna do Trenčianské Teplé. Na ni byla za první republiky napojena trať z Horní Lidče přes Valašské Klobouky a Brumov.
Dne 1. července 1964 (14.6. 1964 došlo k volbám prvního národního výboru obce Brumov-Bylnice) došlo ke sloučení obcí Brumova a Bylnice do jednoho celku a nově vznikla obec Brumov-Bylnice (Nekuda, 1995),  která získala od 1. ledna 1965 status města. Místními částmi města jsou od roku 1976 Svatý Štěpán a osada Sidonie; k Sidonii se 25. července 1997 připojila část slovenského území.

## Pamětihodnosti
Mezi nejvýznamnější památky oblasti patří zřícenina královského hradu a barokní sousoší z roku 1777, které je umístěno na náměstí. Historické jádro Brumova a blízká dělnická kolonie jsou od roku 1995 městskou památkovou zónou.
- Kostel svatého Václava
- Kaple sv. Štěpána Uherského
- Kaple svaté Anny
- Židovský hřbitov v Brumově
- Hrad Brumov – založení hradu se datuje přibližně do let 1210–1220 markrabětem Vladislavem Jindřichem za vlády Přemysla Otakara I. Roku 1421 datuje listiny na hradě Zikmund Lucemburský, který obsazuje hrady východní Moravy uherskými správci. V roce 1760 zde vzniká první velký požár a hrad je jen částečně opraven. Druhý požár nastává v roce 1820 a v roce 1827 se z hradu stává ruina. Až v roce 1995 se začíná s novou definitivní rekonstrukcí a 6. května 2000 probíhá jeho slavnostní otevření. V současné době se zde uskutečňují různé kulturní akce.

Roku 1997 byla vysvěcena křížová cesta v Bylnické části města.

## Osobnosti
- Jan Štěpán Sigmund (1882–1960), katolický kněz. V letech 1908–1910 kaplanem místní farnosti.[6] V říjnu 1954 byl v procesu se skupinou Holubníček a spol. odsouzen ke 3 měsícům odnětí svobody za rozmnožování a rozšiřování textů kritických ke komunistickému režimu a rozmnožování a rozšiřování náboženských textů.[7]
- Emil Kovařík (1890–1945), obchodní zástupce a oběť nacismu. Patřil k 21 lidem popraveným po Přerovském povstání na vojenské střelnici v Olomouci-Lazcích. Po zatčení domovnice za vyvěšení československé vlajky na domě, který spravoval za svého bratra, vymohl její propuštění, ale sám ji ve vazbě musel nahradit.[8][9]
- František Loucký (1912–1988), spisovatel, letec RAF, autor knihy Mnozí nedoletěli[10]
- Lubomír Tomek, vl. jm. Vaculík (1926–2006), literát a novinář
- Ludvík Vaculík (1926–2015), český prozaik, autor manifestu Dva tisíce slov
- Eva Sukupová (* 1960), trojnásobná mistryně světa v kulturistice[10][11]
- Jakub Špalek (* 1968), český herec, divadelní režisér a organizátor
- Tomáš Řepka (* 1974), český fotbalista
- Terezie Tománková (* 1978), moderátorka

## Části města
- Brumov
- Bylnice
- Sidonie
- Svatý Štěpán

## Fotogalerie

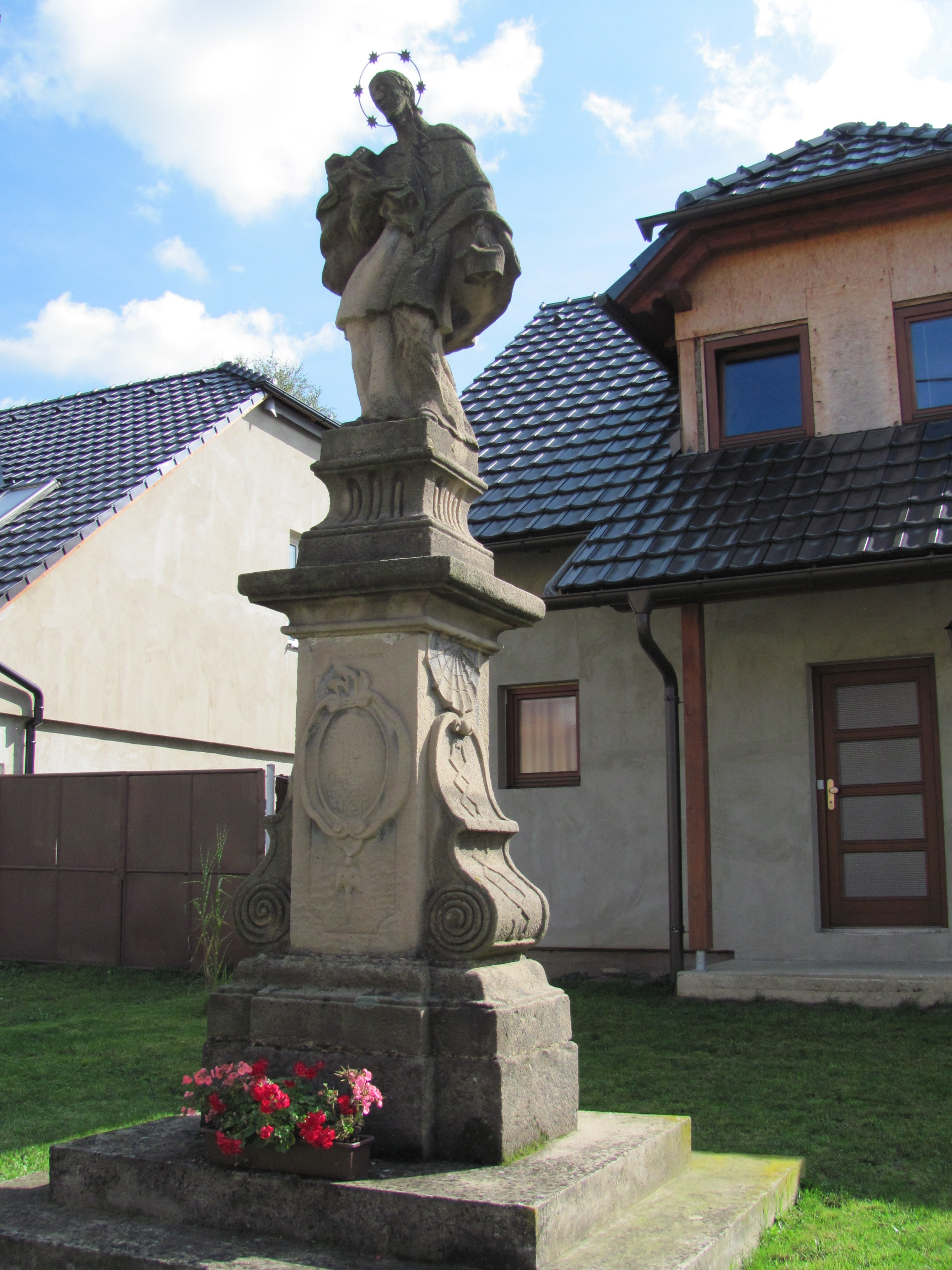
Socha svatého Jana Nepomuckého v Bylnici
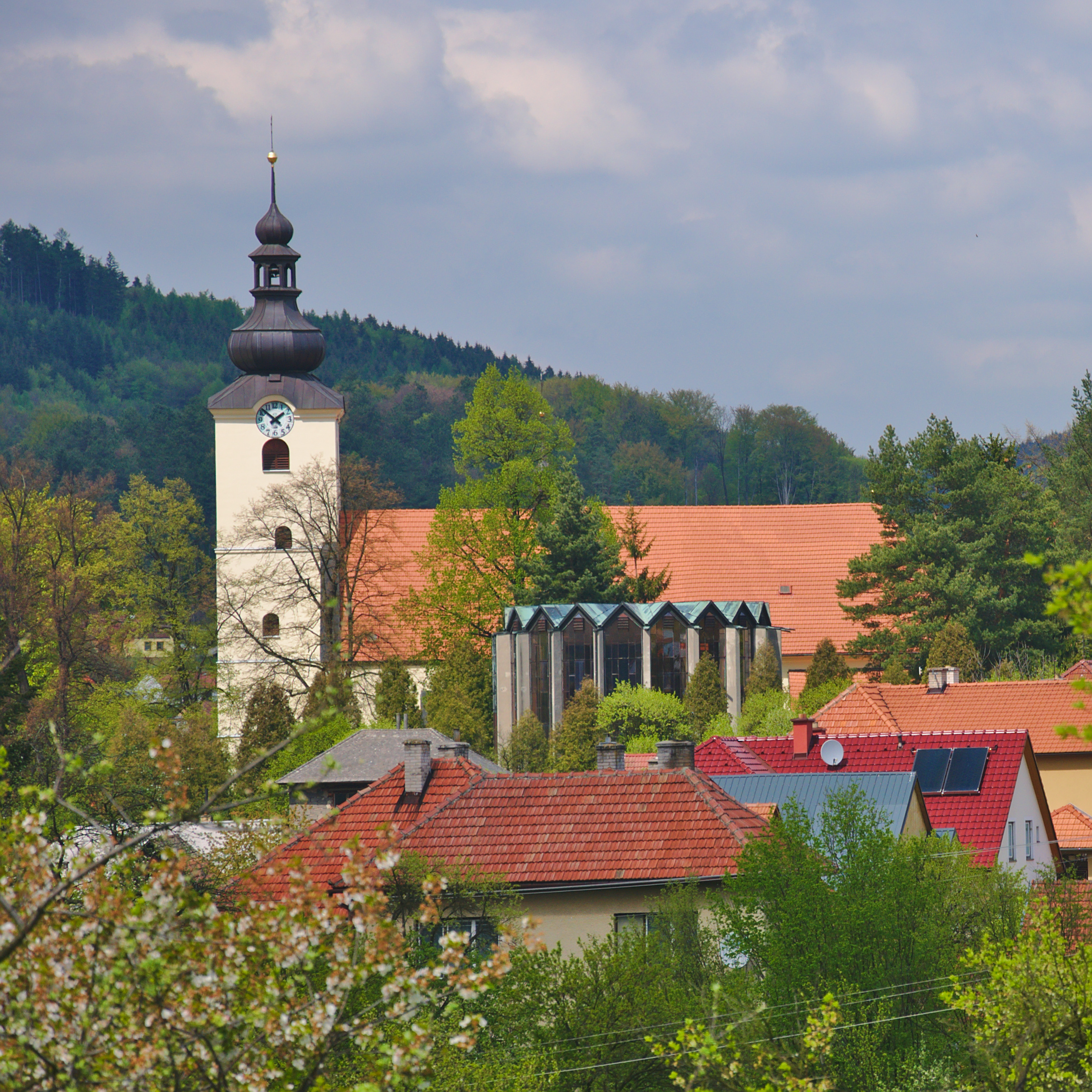
Kostel svatého Václava
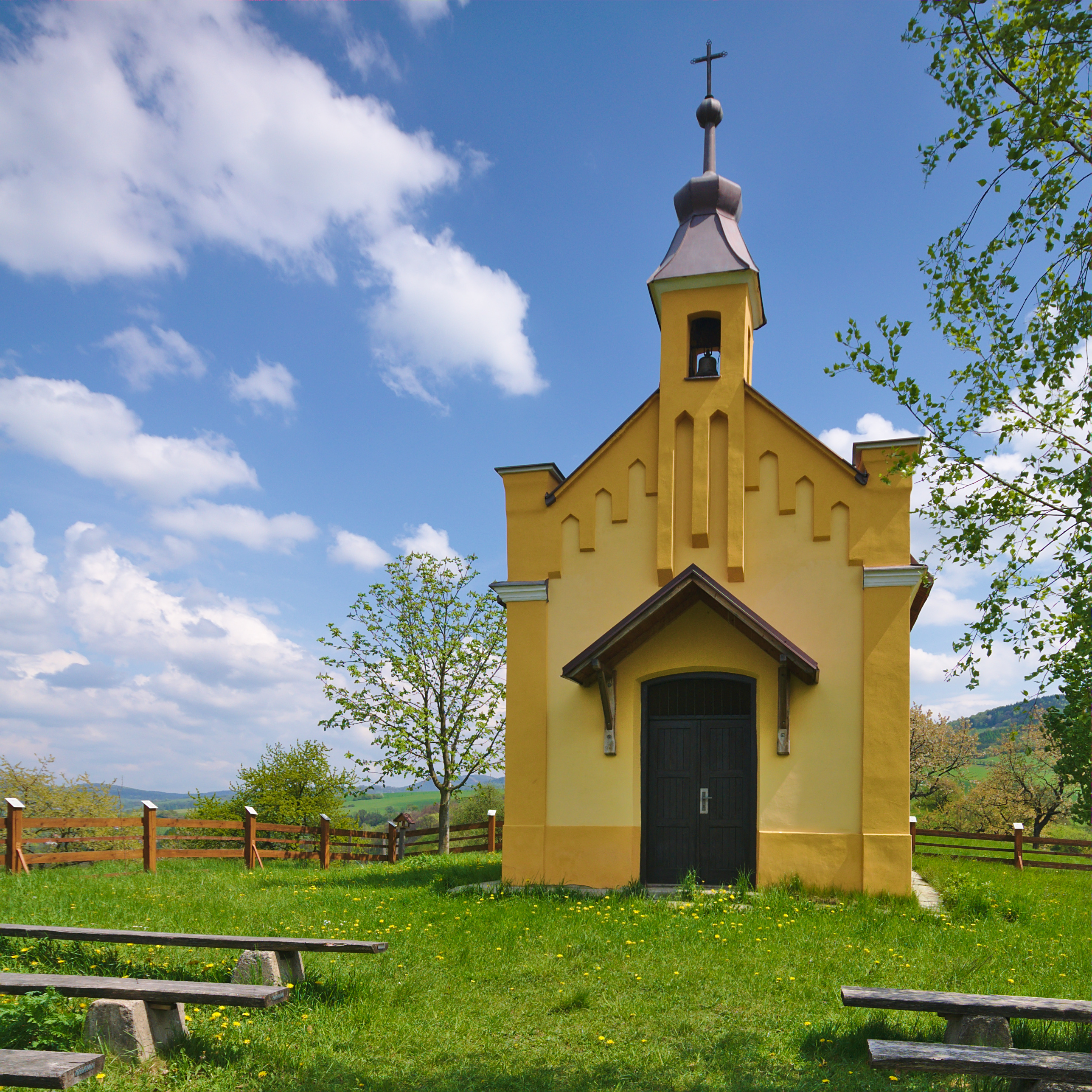
Kaple svaté Anny v Brumově
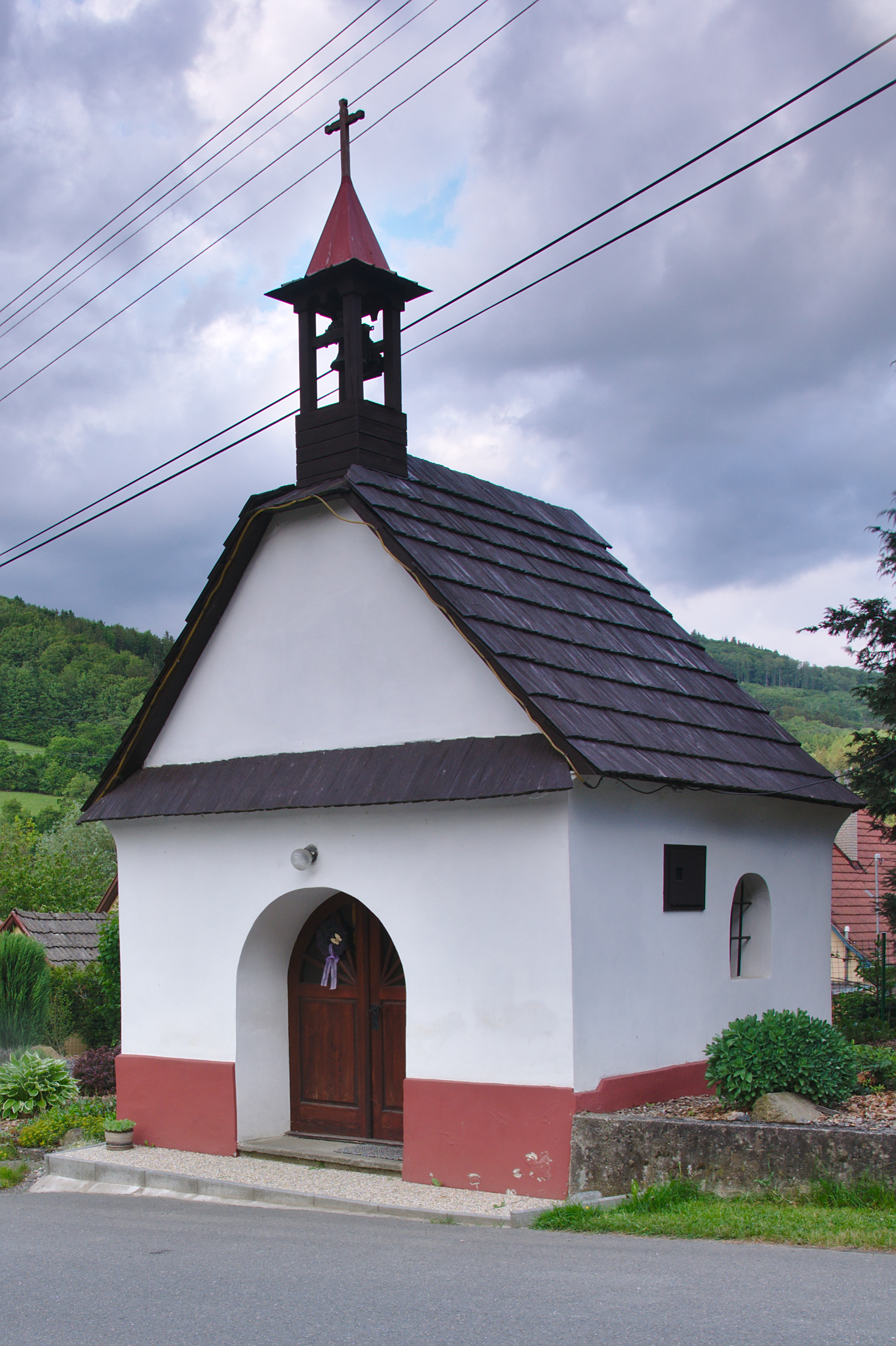
Kaple sv. Štěpána Uherského
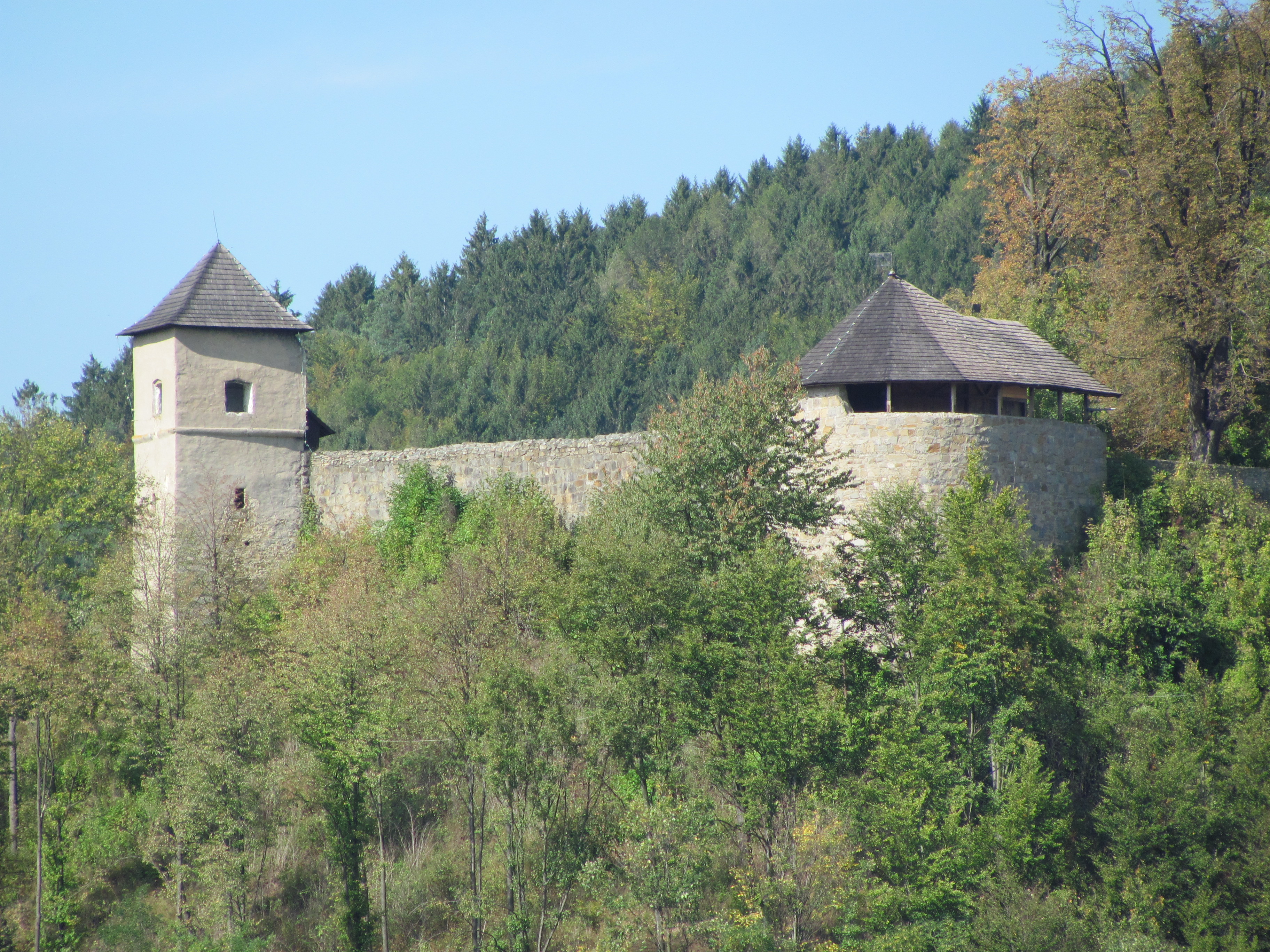
Hrad Brumov
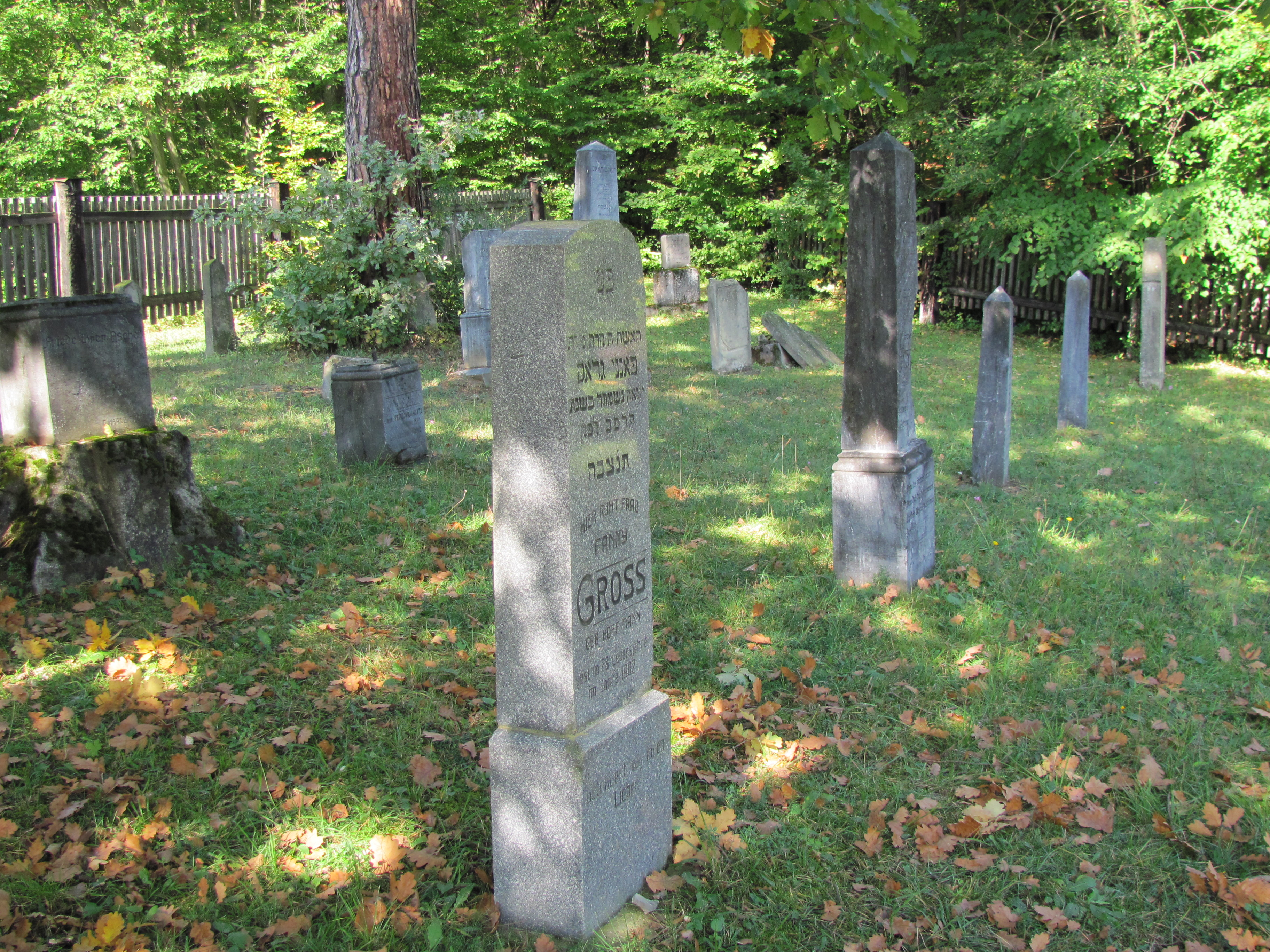
Židovský hřbitov
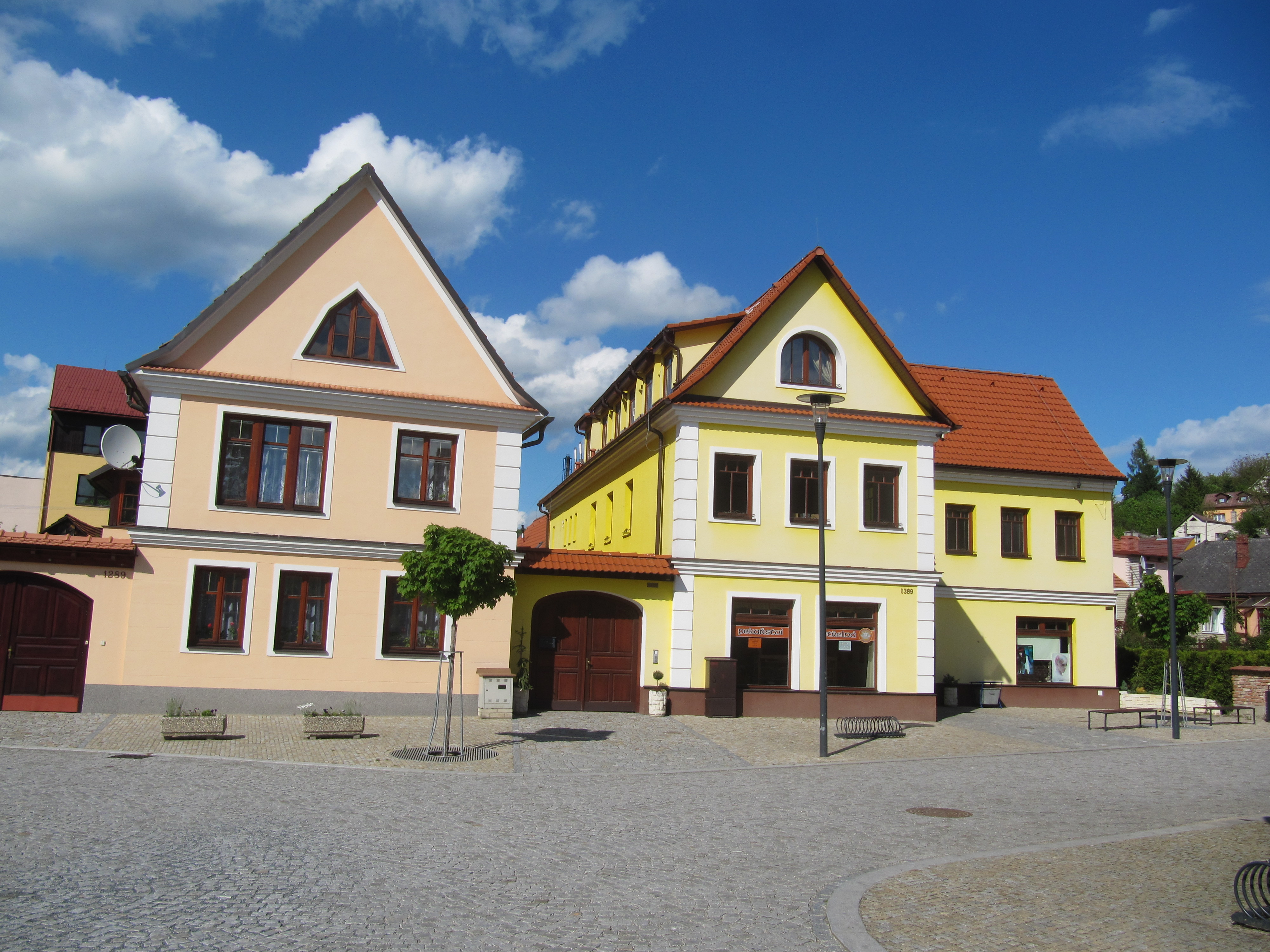
Domy v Brumově
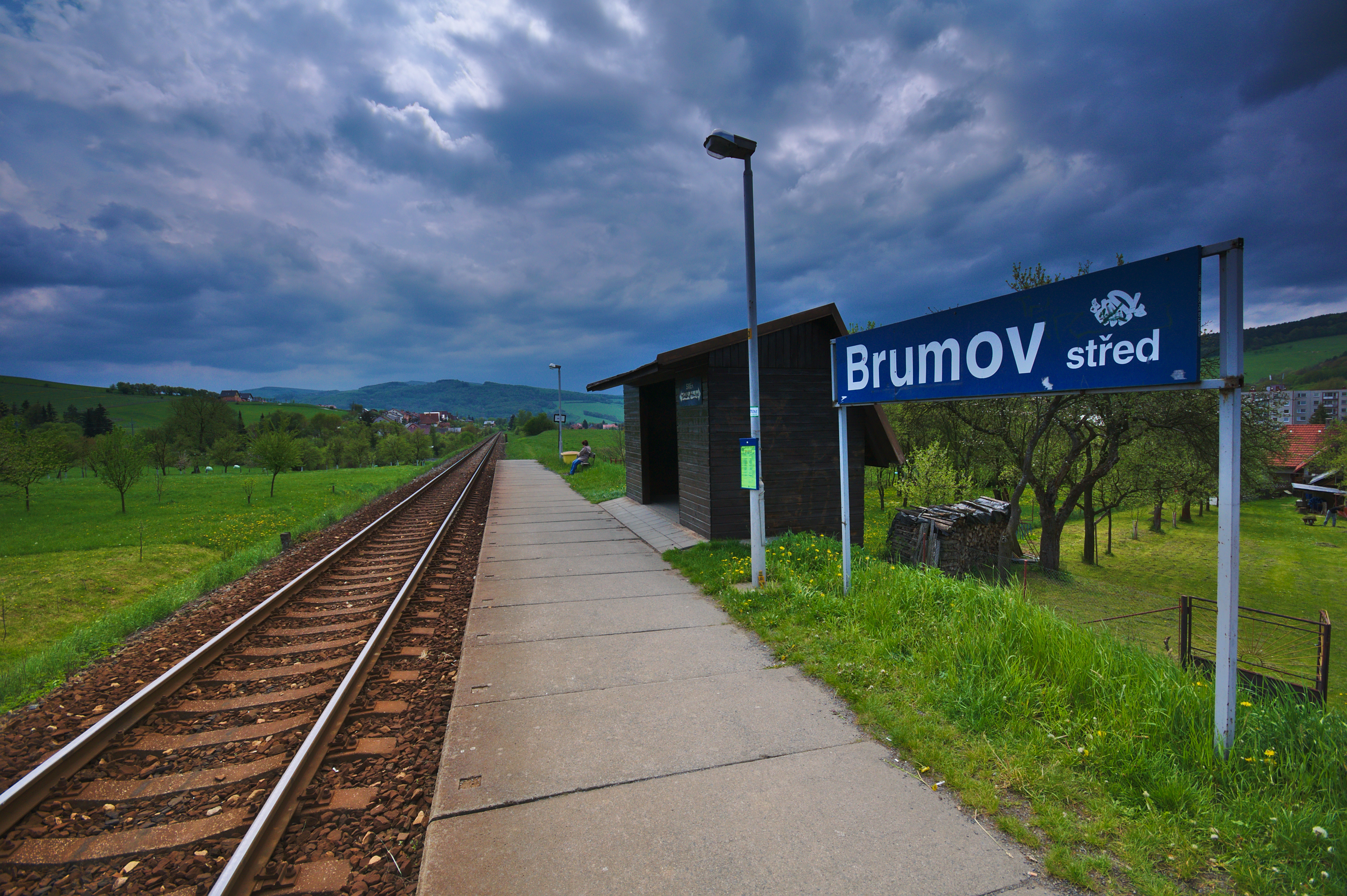
Železniční zastávka Brumov-střed
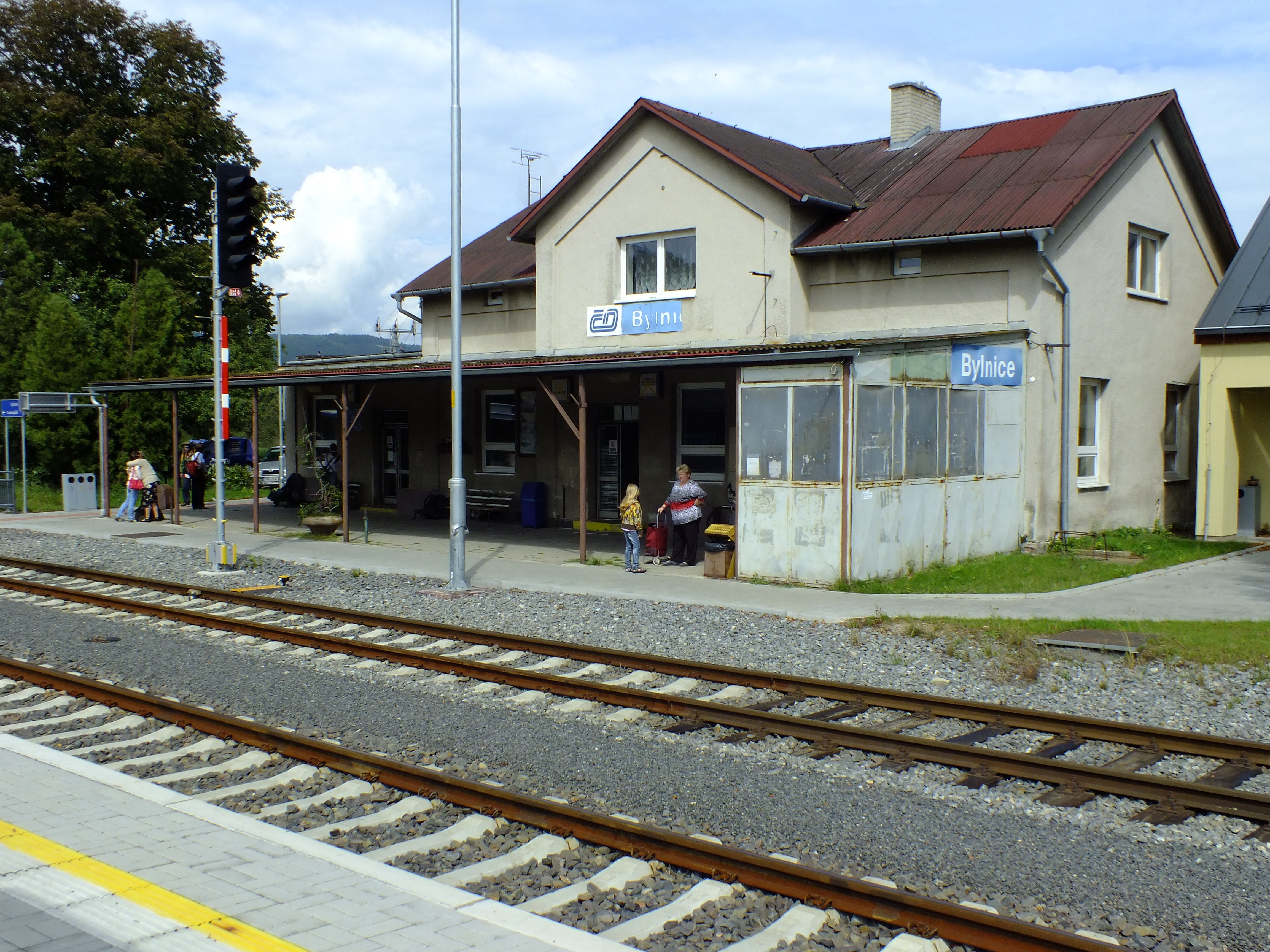
Železniční stanice Bylnice